# Лептогіум черепицеподібний
Лептогіум черепицеподібний (Leptogium imbricatum) — альпійський реліктовий вид лишайників роду лептогіум (Leptogium) з диз’юнктивним ареалом. Сучасну біномінальну назву надано у 1994 році .

## Будова
Тіло складається з лусочок, що перекривають одна одну як черепиця. Вони утворюють дернинки до 3 см у діаметрі. Гладенькі блискучі лусочки на кінчиках зазубрені до 1,0 мм завширшки. Колір від блакитно-сірого до темно-коричневого, особливо на кінцевих лусочках. Нижня поверхня блакитно-сіра з рідкими гіфальними виростами, що прикріплюють лишайник до субстрату. Водорості Nostoc в тілі лищайника утворюють короткі ланцюжки. 

## Поширення та середовище існування
Зустрічається у Європі (Норвегія, Швеція, Фінляндія, Росія, Естонія, Шотландія, Австрія, Україна). В Україні росте у Криму (Чатир-Даг). Утворює невеликі групи на ґрунті у високогір’ях.

## Природоохоронний статус
Включений до третього видання Червоної книги України (2009 р.).